# ジョゼ・アルベルト・コスタ
ジョゼ・アルベルト・コスタまたはジョゼ・コスタことジョゼ・アルベルト・バローゾ・マチャド・エ・コスタ（葡: José Alberto Barroso Machado e Costa, 1953年10月31日 - ）は、ポルトガル・ポルト出身の元サッカー選手・サッカー指導者。現役時代のポジションはミッドフィルダー（左ウイング）。
プリメイラ・リーガで計16シーズンにわたり、4つのチーム（主にFCポルト）で合計301試合と37ゴールを記録し、指導者としても長期にわたってキャリアを積んだ。

## 選手としてのキャリア

### クラブ
ポルトで生まれたコスタはSCヴィラ・レアルとアカデミカ・コインブラのジュニアユースで育ち、アカデミア・コインブラのトップチームでプリメイラ・リーガデビュー。同年チームはセグンダに降格するが、1年での再昇格に貢献した。1977年には北米サッカーリーグのロチェスター・ランチャーズに期限付き移籍した。 
1977-78シーズンにアカデミアに戻ってキャリアハイとなる10ゴールを決めた後、FCポルトに移籍。ヴィラ・レアル時代に陸上競技とハンドボールで鍛えたフィジカルを持つ古典的ウィンガーはフェルナンド・ゴメスとアントニオ・オリベイラと共に強力な攻撃トリオを結成。 2つの全国選手権を含む6つの主要タイトルの獲得に貢献した。1979年にはポルトガルの年間最優秀選手に選ばれた。UEFAカップウィナーズカップ 1983-84では決勝にまで進むが、バーゼルで行われた決勝でユベントスに敗れてタイトルを逃す。 

その後出場機会を徐々に減らした32歳のコスタは1985年にヴィトーリア・ギマランイスに移籍。チームの4位とUEFAカップ出場権獲得に貢献。1985年11月24日、ホームでのスポルティングCPとの試合でシーズンの唯一のゴールを決め、 CSマリティモへの移籍を経て1987年6月に現役を引退した。

### ポルトガル代表
コスタはポルトガル代表として24試合に出場、2試合目となるアメリカとの国際親善試合で1ゴールを決めた 。
コスタはどの国際大会でも国を代表していませんでした。彼の最後の出場は1983年10月28日、ポーランドとの対戦で、 UEFAユーロ1984予選で1対0で勝利しました。

## 指導者としてのキャリア
プロのサッカー選手として引退後、コインブラ大学で機械工学の学位を取得し、コーチとしてのキャリアをスタート。彼は代表チームを率いていたジュカのアシスタントコーチを務めた後、ユース代表チームを担当し、次の代表チーム監督であるカルロス・ケイロスをサポート。彼の最初の監督経験は、 2部に所属していた古巣のアカデミカで、クラブで1シーズンを経験した。
コスタはスポルティングCP、ニューヨーク/ NJメトロスターズを経て、1996年にJリーグの名古屋グランパスエイトでアーセン・ベンゲル監督の下でコーチに就任した。9月にベンゲルが退任したため、ケイロスが就任するまでの3試合を監督代行として指揮を執った。その後、アラブ首長国連邦代表チームでケイロスのサポート役を務め、1990年代後半には監督として、 FCファマリカン、 FCヴィゼラ、ヴァルジンSC、GDシャヴェスといったポルトガルのクラブチームを指揮。
2005年、コスタは「USAセブンティーンサッカーアカデミー」のテクニカルディレクターとして招聘される。彼はカリフォルニア州サンタクララに拠点を置き、アカデミーのさまざまな階層を支援し、技術的指導を行った。 2008年7月、彼はオセアノ・ダ・クルスとイングリッシュジュリアンワードと一緒に働いて、ポルトガル代表チームのスカウト部門に加わり、再びケイロスと活動を共にする。  
2011年11月、コスタはシーズンの終わりまでイラン・プロリーグのサナト・ナフト・アーバーダーンFCの監督に招聘され、2012年5月には契約の延長を勝ち取るが、最終的には2012年の後半に辞任した。 

## 代表歴

### 試合数
- 国際Aマッチ 24試合 1得点（1978年-1983年）[8]

| ポルトガル代表 | 国際Aマッチ | 国際Aマッチ |
| 年             | 出場        | 得点        |
| -------------- | ----------- | ----------- |
| 1978           | 5           | 1           |
| 1979           | 3           | 0           |
| 1980           | 4           | 0           |
| 1981           | 7           | 0           |
| 1982           | 1           | 0           |
| 1983           | 4           | 0           |
| 通算           | 24          | 1           |

## タイトル

### クラブ
- プリメイラ・リーガ：1978–79、1984–85
- タッサ・デ・ポルトガル：1983–84
- スーペルタッサ・カンディド・デ・オリベイラ ： 1981、1983、1984
- UEFAカップウィナーズカップ：準優勝1983–84

### 個人
- ポルトガル年間最優秀選手賞：1979年